# 布蘭迪萬 (馬里蘭州)
布蘭迪萬（英語：Brandywine）是位於美國馬里蘭州佐治王子縣的一個普查規定居民點。

## 人口
根據2020年美國人口普查的數據，布蘭迪萬的面積為54.70平方千米，當中陸地面積為54.49平方千米，而水域面積為0.20平方千米。當地共有人口10550人，而人口密度為每平方千米192.87人。